# شیره خرما

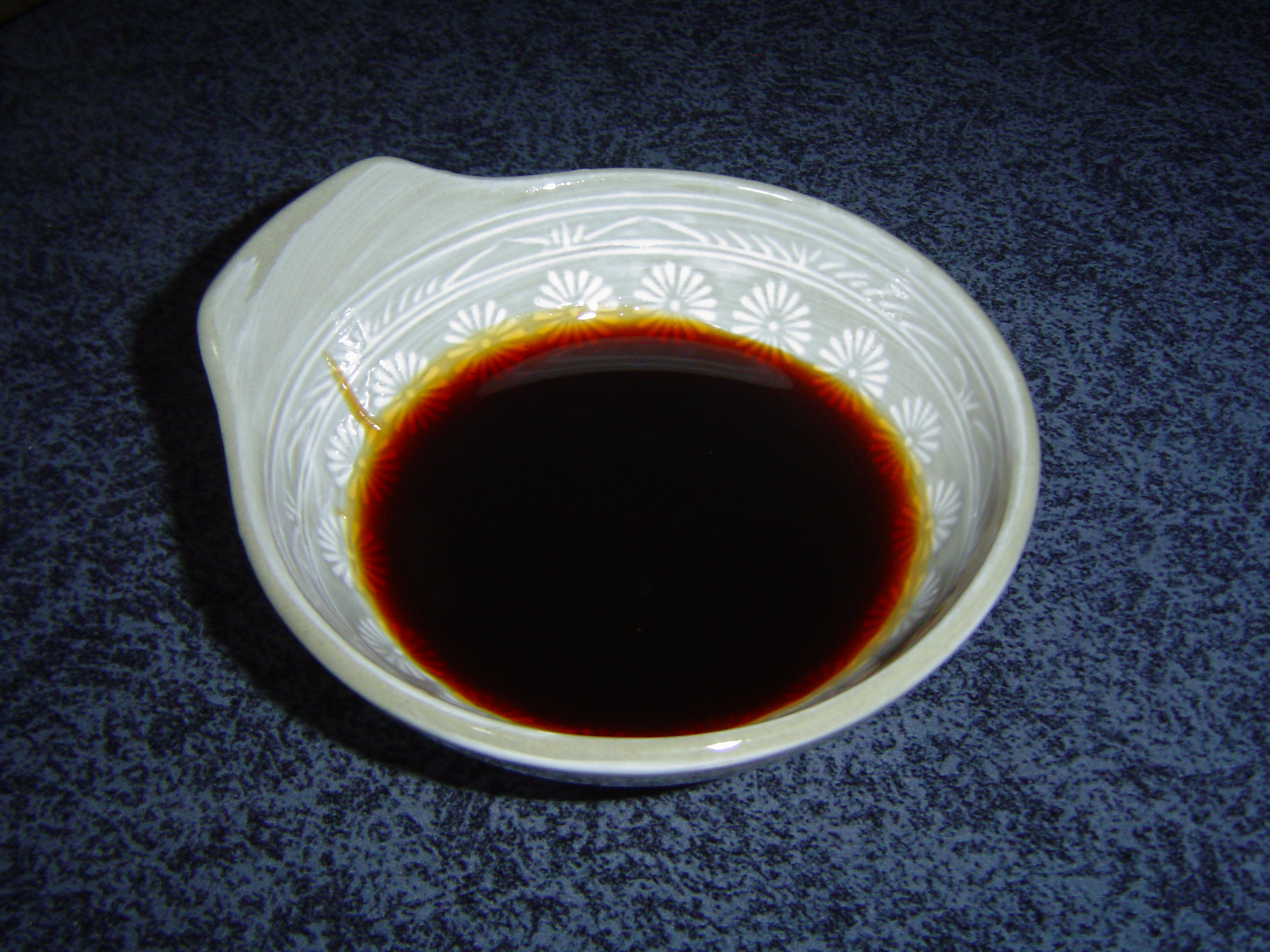
شیره، شربت غلیظی است که از خرما استخراج می‌شود.

عسل خرما، شیره خرما، ملاس خرما، دبس (عربی: دِبس‎ ،تلفظ‌شده به صورت [dibs])، یا رب (عربی: رُب‎ ،تلفظ‌شده به صورت [rubb] ; عبری: דְּבַש תמרים‎ دواش تماریم یا سیلان، سیلان) یک شربت میوه‌ای غلیظ، قهوه‌ای تیره و بسیار شیرین است که از خرما استخراج می‌شود. این فراورده به‌طور گسترده در آشپزی خاورمیانه و آشپزی یونانی مورد استفاده قرار می‌گیرد.

## تاریخچه
کتاب تثنیه در کتاب مقدس عبری، در توصیف فراوانی سرزمین مقدس، عسل را در میان نعمت‌های آن ذکر می‌کند. متون ربانی مانند تلمود اورشلیم و سیفری این عسل را به عنوان شیره خرما نه عسل زنبور، تفسیر می‌کنند. شواهد باستان‌شناسی از اورشلیم استفاده از شیره خرما در این دوره را تأیید می‌کند. یک ظرف ذخیره‌سازی که با درخت نخل علامت‌گذاری شده و در اتاقی از ساختمانی که در طول محاصره اورشلیم در ۵۸۶ قبل از میلاد ویران شده بود، پیدا شده است، نشان می‌دهد که شیره خرما در آنجا ذخیره می‌شده است.
تاریخ‌نگار یهودی قرن اول، یوسفوس، در گزارش خود از واحه‌های اریحا و انواع مختلف خرماهای کشت شده در این منطقه از یهودیه، اشاره می‌کند که «بهترین انواع [خرما]، وقتی فشرده می‌شوند، عسل عالی‌ای تولید می‌کنند که از نظر شیرینی چندان از عسل‌های دیگر کمتر نیست.» از همین دوره، بقایای یک تأسیسات شناسایی شده به عنوان پرس خرما که برای تولید شیره خرما استفاده می‌شد، در سکونتگاه نزدیک قمران کشف شده است.

## جنبه‌های تغذیه‌ای
شیره خرما غنی از مونوساکاریدهای گلوکز و فروکتوز است. این بدان معناست که بیشتر محتوای قند آن به سرعت به جریان خون جذب می‌شود و سطح گلوکز خون را به‌طور مؤثرتر و فوری‌تر از سایر شیره‌ها افزایش می‌دهد؛ بنابراین، این شیره برای افرادی که از هیپوگلیسمی رنج می‌برند و برای کسانی که به ساکروز حساسیت دارند یا افرادی که مشکلات پانکراس دارند و در جذب دی‌ساکاریدها دچار مشکل هستند، مناسب است. شیره خرما از نظر منیزیم و پتاسیم بیشتر از برخی شیرین‌کننده‌های طبیعی مانند شیره افرا و عسل است و در سال‌های اخیر به عنوان جایگزینی محبوب برای شکر شناخته شده است. همچنین به دلیل محتوای بالای فنولیک و فلاونوئید خود، غنی از آنتی‌اکسیدان‌ها است. همچنین نشان داده شده است که این شیره فعالیت ضد التهابی دارد.

## در غذاهای ملی
این غذا به‌طور گسترده در لیبی، معمولاً با عصیده که یک دسر شبیه فرنی، استفاده می‌شود.
در غذاهای ایرانی و عراقی، از شیره خرما برای شیرین کردن ارده استفاده می‌شود و در وعده صبحانه مصرف می‌شود که یک جایگزین برای شیره انگور است.
در الجزایر، از شیره خرما در دسرهایی مانند بغریر استفاده می‌شود.
در خاورمیانه، از شیره خرما برای طعم دادن به مرغ و سیب‌زمینی استفاده می‌شود. آنها را در شیره خرما مخلوط با هل، نمک و روغن زیتون می‌مالند و سپس قبل از سرخ کردن در روغن زیتون یا پختن کامل در فر، در کنجد می‌غلتانند. عسل خرما همچنین به عنوان سس برای سبزیجات شکم پر مانند پیاز و شلغم و به عنوان ماده‌ای در کیک سمولینا به نام بسبوسه استفاده می‌شود که به کیک طعمی شبیه عسل می‌دهد.
بنگلادش سالانه حدود ۲۰٬۰۰۰ تن شیره خرما تولید می‌کند. منطقه کالکینی اوپازیلا در بنگلادش به خاطر شیره خرما و ملاس خرمای خود مشهور است.